# Martin Hesekiel

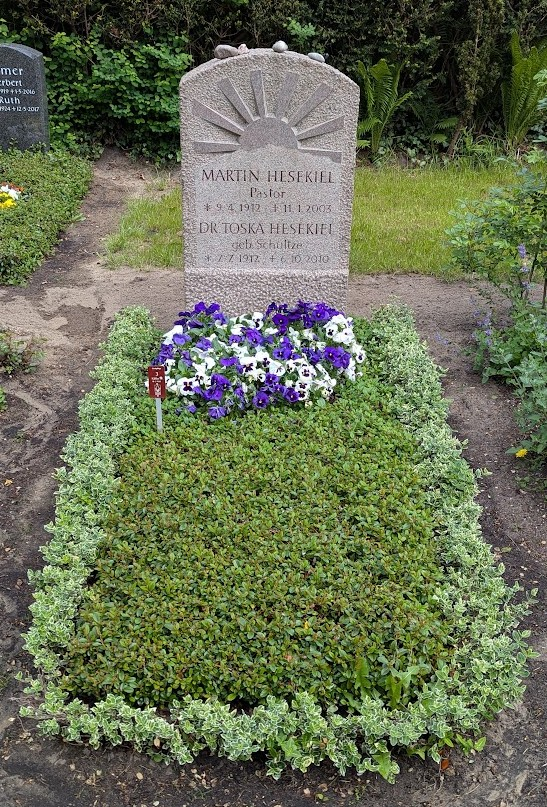
Grabstelle Martin und Toska Hesekiel auf dem Burgtorfriedhof in Lübeck

Martin Christian Johannes Bernhard Hesekiel (* 9. April 1912 in Posen; † 11. Januar 2003 in Lübeck) war ein evangelisch-lutherischer Geistlicher in Neuenburg an der Weichsel und Danzig, seit 1946 lebte er in Lübeck. Er wurde als Komponist und Dichter von Kirchenliedern bekannt und setzte sich ehrenamtlich für die Verständigung zwischen Polen und Deutschen und für umfangreiche Hilfsleistungen ein.

## Leben und Wirken
Martin Hesekiel wurde 1912 in Posen geboren und wuchs ab 1916 in Bromberg auf, wo sein gleichnamiger Vater (1870–1941) bis 1937 als Pfarrer tätig war. Nach dem Besuch eines deutschen Privatgymnasiums in Bromberg legte er 1931 sein Abitur in Posen ab und studierte dort zunächst an der dortigen Universität Germanistik und Geschichte und gleichzeitig Theologie an der theologischen Hochschule. Schließlich wechselte er an die Universität Königsberg, wo die Theologie sein Hauptfach wurde. Schon früh engagierte er sich in der Jugend- und Jugendmusikbewegung. In Königsberg wurde er zunächst Mitglied der Deutschen Akademischen Freischar, aus der er mit weiteren Mitgliedern in die jugendbewegte Hochschulgilde Skuld übertrat. Nach weiteren drei Semestern in Tübingen kehrte er nach Posen zurück, um am Deutschen Predigerseminar sein Examen abzulegen. Sein Vikariat absolvierte er 1936/37 in Konojad im Kreis Strasburg in Westpreußen (1939–1945 Koppelgrund; poln. Konojady) und 1937/38 in Neuenburg im Kreis Schwetz. Hier trat er 1938 seine erste Pfarrstelle an und heiratete im selben Jahr die Ärztin und Autorin Toska, geb. Schultze (1912–2010), eine Enkelin von Walter Hans Schultze. Nur durch einen glücklichen Zufall entging er dort den Ausschreitungen gegen deutsche Einwohner und der Verschleppung.
Im Juni 1940 wurde er Pastor der St.-Salvator-Kirche am Stadtrand von Danzig und als Nachfolger von Gerhard M. Gülzow Landesjugendpfarrer im Gebiet des 1939 gebildeten Reichsgaus Danzig-Westpreußen. In dieser Funktion war er auch Mitglied der Landesjugendpfarrerkonferenz, welche aus der Reichsjugendkammer der Bekennenden Kirche hervorgegangen ist. Das große Arbeitsgebiet erfordert viel Reisetätigkeit. Da die Hitler-Jugend das Monopol auf gemeinschaftliche Jugendarbeit besaß und deshalb die Kirche nur noch Konfirmandenstunden und Bibelkreise in den Ortsgemeinden anbieten durfte, führte seine Arbeit ab 1940 zu Konflikten mit der Geheimen Staatspolizei. Die übergemeindlichen Jugendversammlungen wurden verboten, Hesekiel erhielt Redeverbot. Im Mai 1941 wurde er zur Marine einberufen.
Nach Kriegsgefangenschaft in Emden und Internierung in Aurich traf er Weihnachten 1945 seine Familie auf der Insel Borkum wieder. In Oldenburg leistete er als Seelsorger Dienst und wurde anschließend in verschiedenen Lübecker Lagern Flüchtlingspastor. 1946 vertrat er den erkrankten Pastor Matz an St. Marien in Lübeck. Schließlich wurde er 1947 Gemeindepastor an St. Andreas in Lübeck-Schlutup und gleichzeitig bis 1951 nebenamtlicher Jugendpastor. 1959 wechselte er an die St. Georg-Kirche in Lübeck-Genin. Im Februar 1978 trat er nach 32 Jahren Pfarrdienst in den Ruhestand. Fortan widmete er sich intensiver dem Ehrenamt.

## Ehrenamtliche Tätigkeiten
Nach dem Krieg setzte Martin Hesekiel, der sehr gut polnisch sprach, sich für die Aussöhnung mit Polen und die Unterstützung evangelischer Kirchengemeinden in Polen ein. Er war 1948–1978 Mitglied der Synode der Evangelisch-Lutherischen Kirche in Lübeck und Delegierter der Generalsynode der VELKD; für einige Jahre war er auch im Vorstand der Lübecker Synode tätig und Vorstandsmitglied im Konvent der zerstreuten evangelischen Ostkirchen.
Als Nachfolger von Gülzow war Hesekiel seit 1979 18 Jahre lang Vorsitzender der Gemeinschaft Evangelischer aus Danzig-Westpreußen und betreute und verwaltete auch deren Geschäftsstelle, Bibliothek und Archiv. Er war Herausgeber, Redakteur und Autor des Danzig-westpreußischen Kirchenbriefs, beriet Journalisten und Historiker und übersetzte Texte zum Thema 'deutsche und polnische evangelische Christen im Weichselland'. Ebenso unterstützte er die beiden noch bestehenden evangelischen Gemeinden in diesem Gebiet – in Bromberg, Dirschau, Zempelburg und Zoppot –, mit Sach- und Geldspenden, um z. B. Kirchen oder Pfarrhäuser instand zu setzen. Heiligabend 1974 war er in St. Marien in Danzig am ersten Gottesdienst beteiligt, in dem – wieder – deutsch gesprochen werden durfte. Viele Gottesdienste feierte er in Deutschland mit Vertriebenengemeinden, z. B. auf den Treffen „seines“ Bromberger Heimatkreises. Er betreute auch die von Gülzow 1944 nach Lübeck gebrachten wertvollen Paramente aus der Danziger Marienkirche, der sich heute größtenteils im Museumsquartier St. Annen befindet.

## Hesekiel als Lieddichter und Komponist
Durch seine schwäbisch-pietistische Prägung im Elternhaus kam Martin Hesekiel früh mit Gesang und Musik in Kontakt und war dementsprechend der Kirchenmusik zugeneigt. In seiner Jugend schloss er sich der Bündischen Jugend an und kam mit der Singbewegung in Berührung. Bereits 1931 entstand bei der Vorbereitung einer Jugendfreizeit bzw. Singwoche sein Kanon Ruhet von des Tages Müh, der 1936 in einem Liederheft für Deutsche in Polen veröffentlicht wurde. Auch die Melodie des Kanons Aus der Tiefe Herr und Gott stammt von ihm sowie die deutsche Fassung des polnischen Weihnachtsliedes In stiller Nacht.
An der Musikhochschule Lübeck am Institut für Kirchenmusik nahm Hesekiel einen Lehrauftrag für Kirchenkunde wahr. Außerdem arbeitete er in der Arbeitsgemeinschaft Musik in der Arbeitsgemeinschaft der Evangelischen Jugend mit.

## Ehrungen
Im Jahr 1996 wurde Hesekiel mit dem Bundesverdienstkreuz ausgezeichnet.

## Lieddichtungen (Auswahl)
- Herr, deine Güte reicht, so weit der Himmel ist (Text: Samuel Herold), erschienen in Jesu Name nie verklinget – Band 3, 1980 G120-3
- Nach Zion, meine Seele, wohlauf und säume nicht (Melodie: C. Burday), erschienen in Reichslieder, 1931 G87; Reichslieder – Deutsches Gemeinschaftsliederbuch, 1967 G87a; Gemeinschaftsliederbuch, 1962 G100
- Ruhet aus von des Tagen Müh, es will Nacht nun werden, erschienen in Musik in der Schule, Band 2 – Singbuch A43-2 (u. ö.)
  - Rest from cares and daily toil, erschienen in Sing joyfully (zusammengestellt von der hutterischen Brudergemeinde), 1985 A1266a
- Ruhet von des Tages Müh, Nacht will es nun werden (Text: Bromberg), erschienen in Klingende Kette – neunzig neue geistliche Kanons, 1948 G108[12]